# Partakonlahti
Partakonlahti är en vik i Finland. Den är en del av Enare träsk och ligger i landskapet Lappland, i den norra delen av landet, 1 000 km norr om huvudstaden Helsingfors.